# Francis Scully
Francis Paul "Frank" Scully Jr. (Boston, 24 de janeiro de 1925 — 9 de novembro de 1998) foi um velejador estadunidense, medalhista olímpico. Ele competiu nos Jogos Olímpicos de Verão de 1964 na classe 5.5 Metre e conquistou a medalha de bronze a bordo do Bingo, ao lado de John J. McNamara e Joseph Batchelder.
Scully, assim como John McNamara, formou-se na Universidade Harvard.